# Treasure Island Hotel and Casino

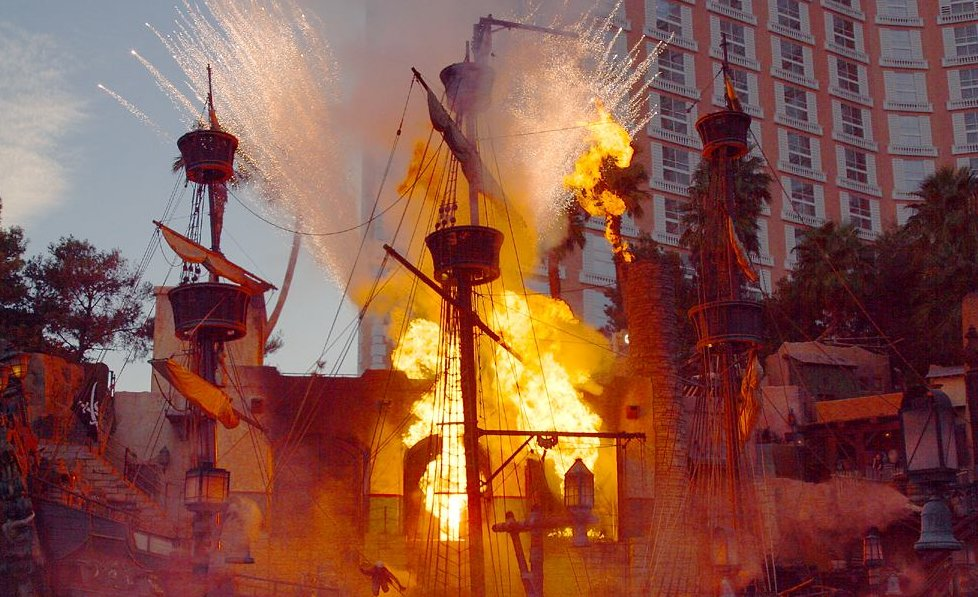
Animation sur le bateau du Treasure Island

Le Treasure Island Hotel and Casino (parfois nommé "T.I.") est un hôtel-casino de 2 885 chambres situé sur le fameux Strip de Las Vegas au Nevada. Il est connecté avec The Mirage par le Mirage-Treasure Island Tram, il fut construit par Mirage Resorts quand la compagnie était possédée par Stephen Wynn, mais le Treasure Island est actuellement la propriété de MGM Mirage. Il apparaît dans le jeu vidéo Grand Theft Auto: San Andreas sous le nom de Pirates in Men's Pants.

## Histoire
Le Treasure Island a ouvert ses portes en 1993. Cet hôtel appartient à la MGM Mirage Corporation. Il a été vendu à la mi-décembre au milliardaire Phil Ruffin

## Le thème
Jusqu'en 2003 l'hôtel s'inspirait des Antilles et des Pirates mais il a abandonné son style pour s’intéresser aux jeunes personnes.

## Les bâtiments
Au rez-de-chaussée se trouvent le casino, les restaurants et les magasins. Un peu plus à l'intèrieur se situe le centre de convention de l'hôtel. Il y a ensuite le bâtiment des chambres et suites. À l'arrière de l'hôtel se trouvent les piscines ainsi que les cabanas.

## Les commodités de l'hôtel
L'hôtel dispose de 2665 chambres et de 220 suites.
Le casino a une superficie de 8 825 mètres carrés et compte 2158 machines-à-sous et machines vidéo-poker et plusieurs tables de jeux.
L'hôtel compte 13 restaurants, plus particulièrement :
- The Buffet at TI
- Starbucks
- Francesco's
- The Steak House
- Canter's Deli

L'hôtel propose aussi deux nightclub : le Tangerine et le Mist.
L'hôtel offre aussi un spectacle extérieur gratuit (Sirens of TI) et le spectacle Mystère du Cirque du Soleil.
L'hôtel dispose aussi d'une piscine, d'un Spa (WET the Spa at TI), d'un centre de fitness, d'une chapelle de mariage (Wedding Chapels at Treasure Island) et d'un monorail reliant le Treasure Island au The Mirage hotel.

## Dans la culture populaire
Un programme promotionnel d'une heure, intitulé Treasure Island: The Adventure Begins, a été diffusé sur NBC en janvier 1994. Il met en vedette Corey Carrier dans le rôle d'un enfant de 12 ans en vacances avec ses parents à la station balnéaire. Là-bas, il rencontre et s'associe avec Long John Silver (Anthony Zerbe) pour retrouver un trésor perdu,,. Mirage Resorts a versé 1,7 million de dollars à NBC pour diffuser le programme. Il a été réalisé et produit par Scott Garen, et écrit par James V. Hart. L'émission inclut une apparition de Wynn,, et intègre l'explosion du Dunes comme son point culminant,. Le programme a reçu de faibles taux d'audience et a été considéré comme un infopublicité par les critiques, qui ont critiqué NBC de ne pas l'avoir étiqueté en tant que tel,.
L'île au trésor a également été présentée ou mentionnée dans d'autres médias :
- Dans le film de 2004 Dodgeball: A True Underdog Story, alors que Steve le pirate marche dans Fremont Street, quelqu'un passe en voiture en criant "Retourne à l'île au trésor"[7]. Une fin alternative du film montrait que les Average Joes avaient perdu le tournoi de dodgeball, mais avaient récupéré leur argent lorsque Steve l'avait gagné à l'île au trésor.
- L'île au trésor apparaît dans le jeu vidéo de 2004 Grand Theft Auto: San Andreas sous le nom de "Pirates in Men's Pants"[8], un jeu de mots faisant référence à Pirates of Penzance.
- La station a été un lieu de tournage majeur pour le film de 2005 Miss Congeniality 2[9],[10],[11], qui comprenait le tournage du spectacle Sirens of TI[12].
- Dans le film de 2007 Knocked Up, Ben (Seth Rogen) et Pete (Paul Rudd) assistent à Mystère à l'île au trésor lors de leur visite à Las Vegas[13],[14],[15],[16].